# اروین هال
اروین هال (انگلیسی: Ervin Hall؛ زادهٔ ۲ ژوئیهٔ ۱۹۴۷) ورزشکار دو و میدانی اهل ایالات متحده آمریکا است.
وی در مسابقات کشوری و بین‌المللی در مجموع برندهٔ ۱ مدال نقره شده‌است.